# Chiesa dei Santi Marciano e Nicandro
La chiesa dei Santi Marciano e Nicandro è un edificio religioso dell'Aquila, situato nel quarto di San Giovanni. 
Deve la sua realizzazione ai castellani di Roio, che contribuirono così alla fondazione della città nel XIII secolo e, per la sua importanza, è stata successivamente elevata a chiesa capoquarto del rione storico in cui è situata. 
È rimasta gravemente danneggiata dal terremoto del 2009 ed è attualmente in restauro.

## Storia
La presenza di una chiesa dedicata ai santi Nicandro e Marciano viene fatta risalire all'epoca della prima fondazione dell'Aquila avvenuta nella prima metà del XIII secolo. Dopo la distruzione della città per opera di Manfredi nel 1259, l'edificio venne ricostruito a partire dal 1266 dagli abitanti di Roio all'interno del rione di San Giovanni.
A causa della progressiva perdita d'importanza della chiesa di San Giovanni del locale di Lucoli, la capoquartiere del Quarto, nel 1276 venne elevata a capoquarto nell'ambito della nuova suddivisione promossa dal Capitano di Città Lucchesino di Firenze e costituì dunque un riferimento architettonico, logistico e urbanistico per l'intera area diventando una delle più importanti parrocchie aquilane per bellezze architettoniche e disponibilità finanziaria. Nel XIV secolo venne ulteriormente abbellita dal rivestimento in conci, tipicamente aquilano, del prospetto principale; successivamente venne dotata di una torre campanaria a pianta quadrata, oggi scomparsa, e nel XVI secolo è descritta come "una delle bellissime d'Aquila".
La chiesa venne poi praticamente rasa suolo dal terremoto del 1703, che distrusse anche la chiesa di San Giovanni di Lucoli, che venne parzialmente riedificata, in seguito al quale venne riedificata in dimensioni minori, mutando lo stile dell'interno al barocco e lasciando l'esterno nelle forme romaniche originali solo per quanto riguardava il portale, come successo per molte altre architetture aquilane, ad esempio San Pietro in locale Coppito, prima dei restauri del 1969. 
La facciata della chiesa fu profondamente restaurata nel 1940, seguendo un ipotetico progetto di ricostruzione imitatoria delle altre facciate romaniche aquilane. La facciata infatti oltre al portale non aveva più nulla di romanico, oltre la cornice c'erano due rozze finestre quadrate, e sul lato un piccolo campanile a vela. 
Il terremoto del 2009 ha nuovamente sfregiato l'edificio provocando gravi lesioni sulla facciata e sulle pareti laterali. È stata messa in sicurezza ed è in restauro.

## Descrizione
La chiesa è situata in pieno centro storico, nel cuore del quarto di San Giovanni, a poca distanza dalla Piazza del Duomo, a capo dell'omonima piazza triangolare con fontanile.
La facciata, risalente al XIV secolo, è rivestita in pietra bianca e si presenta divisa orizzontalmente con cornice marcapiano, incanalata tra lesene e tripartita verticalmente nella parte inferiore. Il portale è caratterizzato da capitelli finemente lavorati con raffigurati gli evangelisti (a sinistra) e l'Adorazione dei Magi (sulla destra), sopra il quale si staglia un oculo al posto dell'originario rosone, sostituito in seguito al terremoto del 1915. Degno di nota è anche il portale laterale con lunetta raffigurante la Madonna col Bambino, opera di Silvestro dell'Aquila.
L'impianto, ridotto drasticamente dopo il 1703, presenta una sala unica caratterizzata da quattro nicchie con relativi altari (in luogo delle diciassette edicole della chiesa seicententesca), conclusa da una parete diaframma contenente l'altare maggiore che nasconde l'ampio transetto e l'abside tripartita preesistente. L'originale struttura duecentesca è ancora visibile esternamente nella parte absidale, nel presbiterio e nella canonica, situate alle spalle dell'altare maggiore.
All'interno sono osservabili affreschi del XIV e XV secolo e le statue di San Pietro e San Marciano. opera di scultori locali della scuola di Pompeo Cesura. Il soffitto ligneo presenta inoltre un dipinto di Gaetano Sogliaceroni raffigurante la Madonna con i Santi Marciano e Nicandro.